# Jean Klein
Jean Klein, francoski veslač, * 22. junij 1944, Créteil.
Klein je bil krmar francoskega četverca, ki je na Poletnih olimpijskih igrah 1960 v Rimu osvojil srebrno medaljo.